# Isaac Tshibangu
Isaac Tshikuna Tshibangu, né le 17 mai 2003 à Kinshasa, est un footballeur international congolais (RDC). Il joue au poste d'attaquant au Baniyas SC. Il a été forme au club FC Lokolo Moto puis fut prêté quelques mois à l'AS Dragons Bilima et a ensuite été transféré définitivement en juin 2019 au TP Mazembe.

## Biographie
Il joue son premier match en équipe de république démocratique du Congo le 18 septembre 2019, en amical contre le Rwanda (défaite 2-3).

## Palmarès
- Kinshasa City
  - Dubaï Internaional Cup (1) : 2019[2],[3]